# RATP-busnetwerk
Het RATP-busnetwerk bedient de stad Parijs en een dunne strook van de buitenwijken om Parijs. Het is een dicht netwerk, bedoeld als aanvulling van het Parijse metronetwerk. Het netwerk wordt gereden in opdracht van, en met subsidie van het Syndicat des transports d'Ile-de-France (STIF), de vervoersautoriteit van Île-de-France.
De eerste bussen in Parijs verschenen in 1662 als experiment: de uitvinder Blaise Pascal testte de eerste omnibussen. Pas in 1828 ontstonden de eerste reguliere lijnen, die erg succesvol bleken. De eerste autobussen kwamen in 1906 de weg op en verdreven al snel de omnibussen: in 1913 waren alle omnibussen verdwenen. Na een periode van teruggang na de Tweede Wereldoorlog als gevolg van de ontwikkeling van individueel vervoer, stijgt het aantal reizigers gestaag sinds de jaren zeventig.
In 2010 bestond het RATP-busnetwerk uit 346 lijnen, met een totale netwerklengte van 3.861 km. In 2010 werden meer dan 1 miljard reizigers vervoerd, ongeveer drie miljoen per dag.

## Geschiedenis

### Omnibus
Blaise Pascal experimenteerde in 1662 met het eerste Parijse openbaar vervoer, door middel van omnibussen. Hij richtte met steun van een aantal hoge edelen de "Maatschappij tot Exploitatie van Publieke Koetsen tussen Parijs en zijn voorsteden" op en kreeg van koning Lodewijk XIV toestemming om een vervoersbedrijf op te richten. De eerste lijn werd geopend op 18 maart. Deze liep van Luxembourg naar Porte Saint-Antoine, en werd bereden met zeven voertuigen. Vijf andere lijnen werden tussen april en juli 1662, elk bereden met drie voertuigen met acht zitplaatsen. Maar de vinding was waarschijnlijk zijn tijd te ver vooruit, en als gevolg van beperkingen opgelegd door het Parlement van Parijs, die armen en soldaten verbood de omnibussen te nemen, stopte het netwerk al na vijftien jaar.
Pas honderdvijftig jaar later verscheen er opnieuw een openbaar vervoerssysteem in Parijs. De eerste omnibus kwamen terug in 1828, met tien lijnen. Deze lijnen waren een onmiddellijk succes, en vervoerden twee en een half miljoen passagiers in de eerste zes maanden. In 1830 waren in het Parijse openbaar vervoer tien bedrijven actief, die met een honderdtal omnibussen reden op 40 lijnen. Maar na zware kritiek maakt een keizerlijk besluit een einde aan de zware concurrentie. Na het keizerlijk besluit van 22 februari 1855 kreeg de Compagnie générale des omnibus een monopolie voor het openbaar vervoer in Parijs, Vincennes en Courbevoie voor een periode van dertig jaar.
In 1902 had Parijs een in opkomst zijnde metro-systeem, en de lengte van de metro-, de tram- en de 42 omnibuslijnen samen vormden een netwerk van 280 kilometer. Het wagenpark bevatte 11.572 paarden en 684 wagens, opgeslagen in 25 garages. Elke omnibus had een bestuurder, en een conducteur aan wie de reizigers betaalden voor hun reis. Als de reizigers overstapten kregen zij een vervoersbewijs van de conducteur. In 1902 maakten 130 miljoen passagiers gebruik van de omnibussen; daarentegen maakten 600 miljoen reizigers gebruik van de tram.

### De eerste autobussen

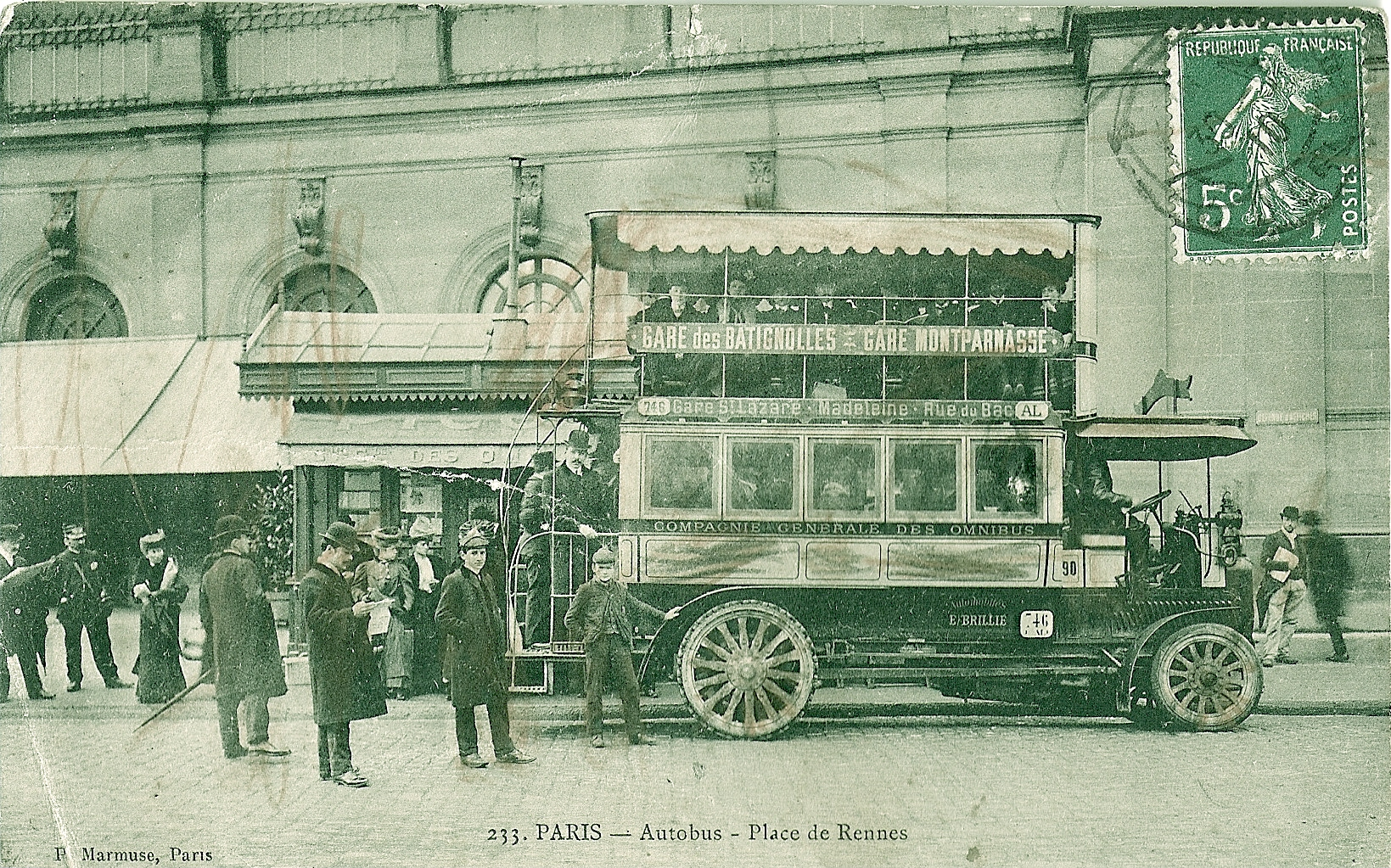
Bus van het type Schneider Brillié P2, op de Place de Rennes in Parijs.

Op de Salon de l'automobile de Paris van 1905 werd een voor die tijd revolutionair nieuw voertuig gepresenteerd: de autobus.
De eerste Parijse autobuslijn opende op 11 juni 1906, en verbond onder de lijnnaam "AM" Montmartre en Saint-Germain-des-Prés, een afstand van 5,8 kilometer. De Compagnie générale des omnibus had voor de lijn bussen gekocht van het type Schneider Brillié P2, nadat tussen de op de Salon de l'automobile de Paris getoonde bussen een aanbesteding was gedaan. De bus had een lengte van 6,24, was 4,25 meter lang en had 32 zitplaatsen. De bus had een bovenverdieping welke door middel van een tent de reizigers tegen eventuele regen of wind beschermde. In de jaren die volgden werden de oude omnibussen op een rap tempo door deze nieuwe autobussen vervangen. Wel werd bij deze nieuw geleverde bussen de bovenverdieping weggelaten.
De autobus wordt al heel snel een succes. Vooral hun snelheid en comfort worden geapprecieerd, ook al is er in het begin kritiek vanwege de stank van de uitlaatgassen. In de jaren die volgen worden de bussen moderner, met verlichting, verwarming en een snelheid die stijgt tot bijna 20 km/h. De paardentractie werd dan ook snel ten dode opgeschreven. Op 11 januari 1913 verdwenen de laatste omnibussen uit Parijs.
In 1910 liepen de vervoersconcessies die aan diverse busbedrijven verleend waren af. Om de organisatie van het netwerk te verduidelijken, werd een nieuwe concessie verleend aan een bedrijf, de compagnie générale des omnibus. Een decreet van 31 mei 1910 verleende hun de gemeentelijke trams en bussen. In de buitenwijken werden de bussen gereden door zes bedrijven. Van 1910 tot 1914 voerden alle bedrijven belangrijke werkzaamheden uit aan hun netwerken. Het prijzensysteem werd hervormd, hetgeen het einde van de gratis overstappen betekende. De compagnie générale des omnibus begon ook een nachtnetwerk en reed voortaan ook speciale diensten voor na theatervoorstelling, voor winkelgangers of Allerheiligen, Kerstmis of Nieuwjaar. In drie jaar tijd steeg het aantal reizigers met 50% en de omzet nam toe met 18%. In 1914 had de compagnie générale des omnibus een netwerk dat 923 km aan tramlijnen en 245 km aan buslijnen omvatte.

### De Eerste Wereldoorlog

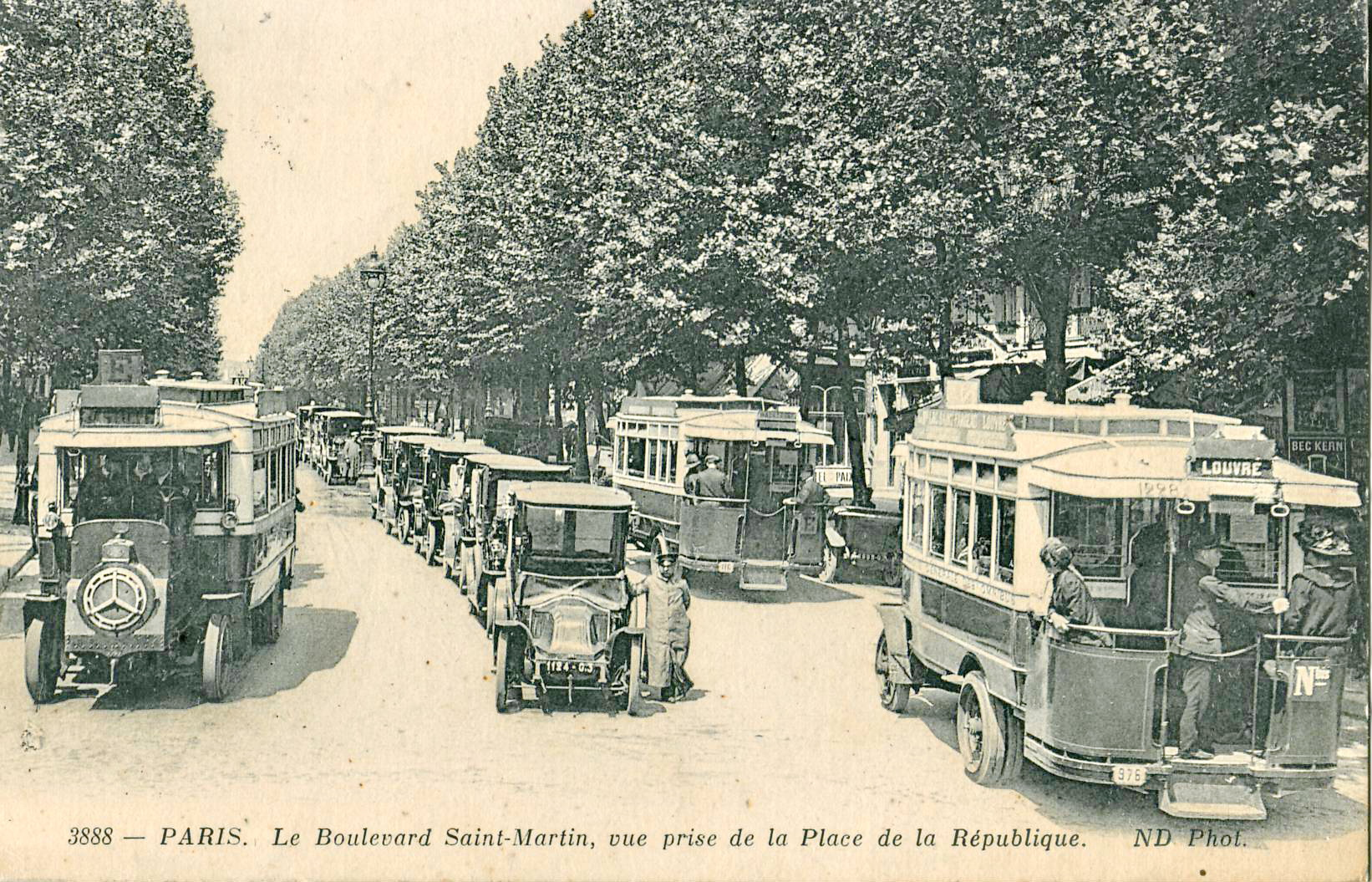
Bussen en taxi's op de Boulevard Saint-Martin, voor de Eerste Wereldoorlog. Tijdens de oorlog verdwenen beide in hun geheel van deze straat.

Vanaf 1 augustus 1914 werden alle autobussen gevorderd door het Franse leger, waarvan 120 direct aan het front werden ingezet. Een aantal van deze bussen werd samen met een aantal Parijse taxi's bij de eerste slag bij de Marne en later bij de slag aan de Somme gebruikt. Door dit tekort aan middelen werden veel wijken in Parijs niet bediend. De meest belangrijke lijnen werden sinds 1916 geëxploiteerd door het ministerie van oorlog. Vanaf juni 1916 werd een buslijn ingesteld tussen Madeleine en Bastille, met vrouwelijk personeel, een buslijn tussen Saint-Lazare en Place Saint-Michel volgde in augustus van dat jaar.
In 1918 bleef een vloot van honderd bussen beschikbaar. In 1919 konden van de ongeveer 43 lijnen van voor de oorlog er 25 geëxploiteerd worden. De levering van nieuwe bussen zorgde ervoor dat er steeds meer buslijnen weer in gebruik konden worden genomen. Maar de stijgende exploitatiekosten en de prijslimitering aan het prijspijl van 1913 bracht steeds meer bedrijven in de financiële problemen. Terwijl de autoriteiten bezig waren om dit probleem aan te pakken, brak een algemene staking uit, omdat de werknemers hogere lonen eisten. De bedrijven gingen akkoord met deze verhoging, wat hun eigen financiële situatie verergerde. Gezien de situatie werd er in 1919 en 1920 toestemming gegeven tot een prijsstijging. Mede hierdoor werd het oude concessie-systeem steeds meer bekritiseerd.

### Société des transports en commun de la région parisienne
Door de financiële problemen werd besloten om alle noodlijdende bedrijven door de overheid over te laten nemen en samen te voegen tot een vervoersbedrijf voor de hele regio rond Parijs, de Société des transports en commun de la région parisienne (STCRP). Deze nieuwe maatschappij vernieuwde in de eerste paar jaren haar materieel. Dit leidde mede tot een stijging van het aantal reizigers: in 1925 vervoerde de maatschappij 345 miljoen reizigers per bus.
In het midden van de jaren twintig ontstond er een lobbybeweging van de automobielindustrie en de olieindustrie, die beoogde om de trams te vervangen door bussen. Vanaf 1930 werd het tramnetwerk met een rap tempo ingekrompen, ten gunste van het busnetwerk. In 1937 verdwenen de trams uit Parijs, en in 1938 waren alle trams in de regio verdwenen, behalve in Versailles waar het tramnetwerk pas in 1958 verdween.
Naast de trams werd ook de Ligne de Petite Ceinture, een ringspoorlijn binnen Parijs, gesloten. De lijn werd vervangen door de "PC"-buslijn, die direct een succes werd en uiteindelijk meer reizigers vervoerde dan de oorspronkelijke spoorlijn.

### Tweede Wereldoorlog
Vanaf 23 augustus 1939 werd een groot deel van het busmaterieel gevorderd door het Franse leger, waardoor de exploitatie van het netwerk bemoeilijkt werd. Alsnog wist de STCRP 106 van de 111 lijnen in dienst te houden, zij het met een flink verlaagde frequentie.
De exploitatie stopte volledig zodra de Duitse Wehrmacht op 12 juni 1940 Parijs naderde, maar de dienstregeling werd weer opgestart vanaf augustus van dat jaar. Op 1 december waren 44 lijnen in dienst, maar de STCRP kampte met een tekort aan brandstof. Verschillende voertuigen werden verbouwd om te kunnen rijden op onder andere stadsgas en ethanol. Maar het tekort aan kolen en banden verminderd de dienstregeling nog verder: begin 1942 waren er nog maar 511 bussen beschikbaar.
Rond die periode besloot de Vichy-regering tot de fusie van het bus- en het metronetwerk. Het busnetwerk werd vanaf 1 januari 1942 geëxploiteerd door het metrobedrijf Compagnie du chemin de fer métropolitain de Paris (CMP). In de jaren die volgden werd besloten om twee buslijnen om te bouwen tot trolleybus, vanwege het grote brandstoftekort. In de dagen voor de bevrijding van Parijs was er helemaal geen openbaar vervoer meer. Het netwerk werd na de bevrijding snel weer opgebouwd, alhoewel een materieeltekort parten speelde: van de 1150 overgebleven bussen waren er slechts 500 rijvaardig. Ter vergelijking: voor de oorlog waren er 4000 bussen in dienst in Parijs.

### Wedergeboorte van het netwerk

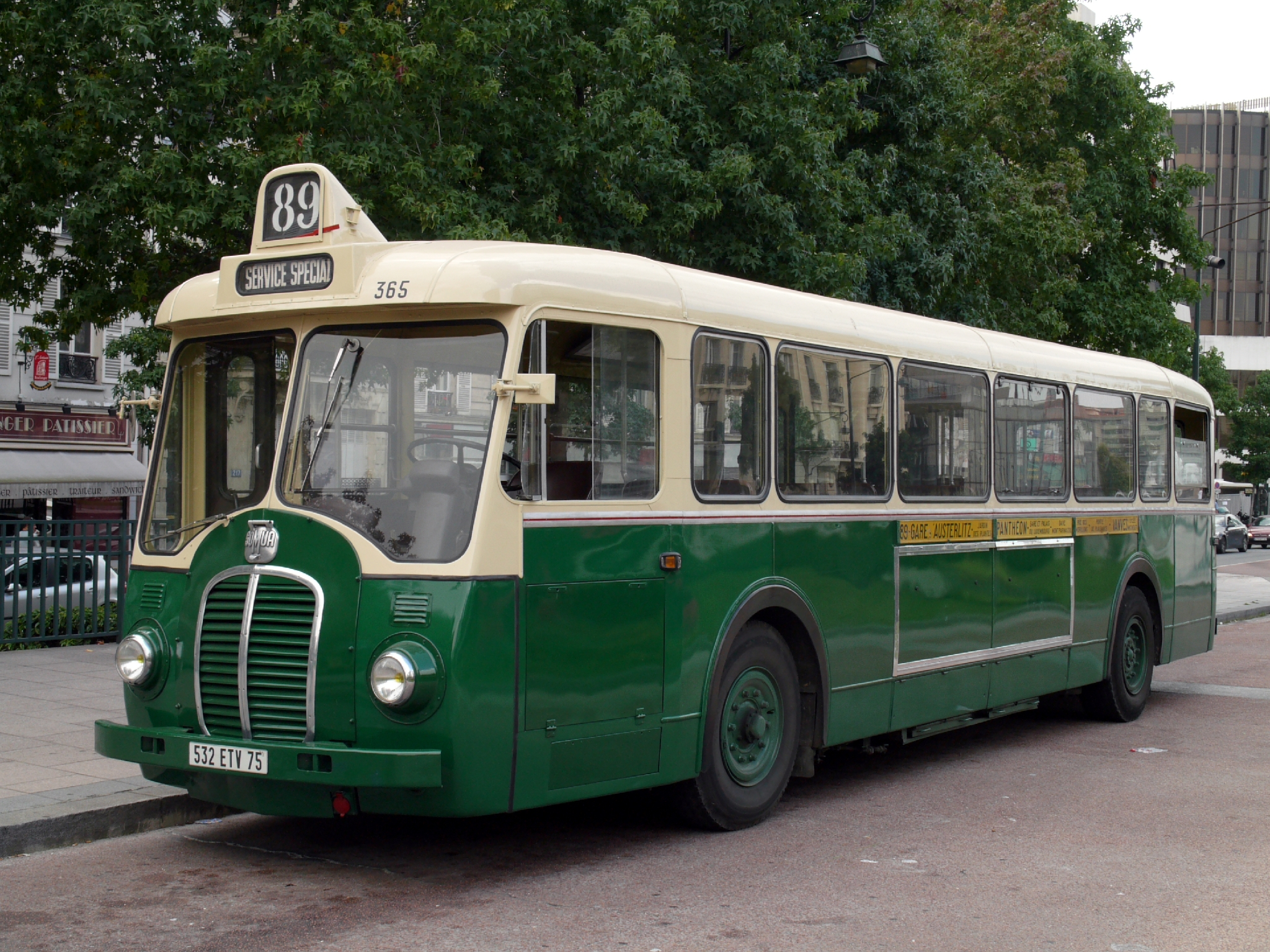
Een van de nieuwe OP5-bussen van Somua, die na de oorlog werden geleverd

Op 3 januari 1945 stelde minister van openbare werken René Mayer een voorlopig bewindvoerder in die verantwoordelijk was voor het vervoer in Parijs. Zijn missie was om, met de hulp van een adviescommissie, de exploitatie van het net te coördineren in afwachting van betere tijden. Het werk was ontmoedigend, omdat in feite het netwerk volledig ontregeld was door vijf jaar oorlog: het grootste deel van het materieel ontbrak of was buiten dienst, de werkplaatsen waren gedeeltelijk vernietigd, en er waren grote tekorten aan brandstof en banden.
Het eerste doel was om de kwijtgeraakte bussen te vinden, in heel Frankrijk, maar ook in het buitenland. In vier jaar tijd werden iets meer dan 1.200 bussen teruggevonden, waarvan 500 nog steeds in werkende staat. De centrale werkplaats, die zwaar beschadigd was door bombardementen in 1944, werd herbouwd. In het begin van 1946 was een vloot van 1.000 bussen beschikbaar voor 11 buslijnen in Parijs en 55 in de Parijse voorsteden. Aan het einde van hetzelfde jaar was een vloot van 1.500 bussen beschikbaar voor gebruik op 30 lijnen in Parijs, en 67 lijnen in de Parijse voorsteden. Aan het einde van 1948 was een netwerk van 964 kilometer ontstaan.
Van 1950 tot 1962, stelde de dan nieuwe Régie Autonome des Transports Parisiens (RATP) 1700 nieuwe bussen in dienst, ondanks het uitdagende economische klimaat na de oorlog. Deze upgrade van het netwerk betekende geen stijging van het aantal reizigers, integendeel: het aantal jaarlijkse reizigers daalde van 852 miljoen passagiers in 1960 tot 501 miljoen in 1973. De belangrijkste oorzaak daarvan was de toename van het autoverkeer, waardoor de bus vaker in de file stond en de commerciële snelheid dus omlaag ging, hetgeen de bus onaantrekkelijker maakte.
Tegelijkertijd ontstond er een nieuwe opzet van de buslijnen, met twee aparte zones: een voor de stad Parijs en een voor de voorsteden. In de stad Parijs waren de buslijnen bedoeld om de metro aan te vullen, de belangrijkste toeristische attracties te ontsluiten, verbindingen te bieden aan buurten die slecht bediend werden door de metro en om de metro op zijn drukste stukken te ontlasten. In de buitenwijken kwamen er radiale lijnen, die een uitbreiding waren van de metrolijnen. In de voorsteden waren de buslijnen feeders voor de stations. Deze lijnen werden aangevuld met tangentiële buslijnen die verschillende voorsteden verbinden.

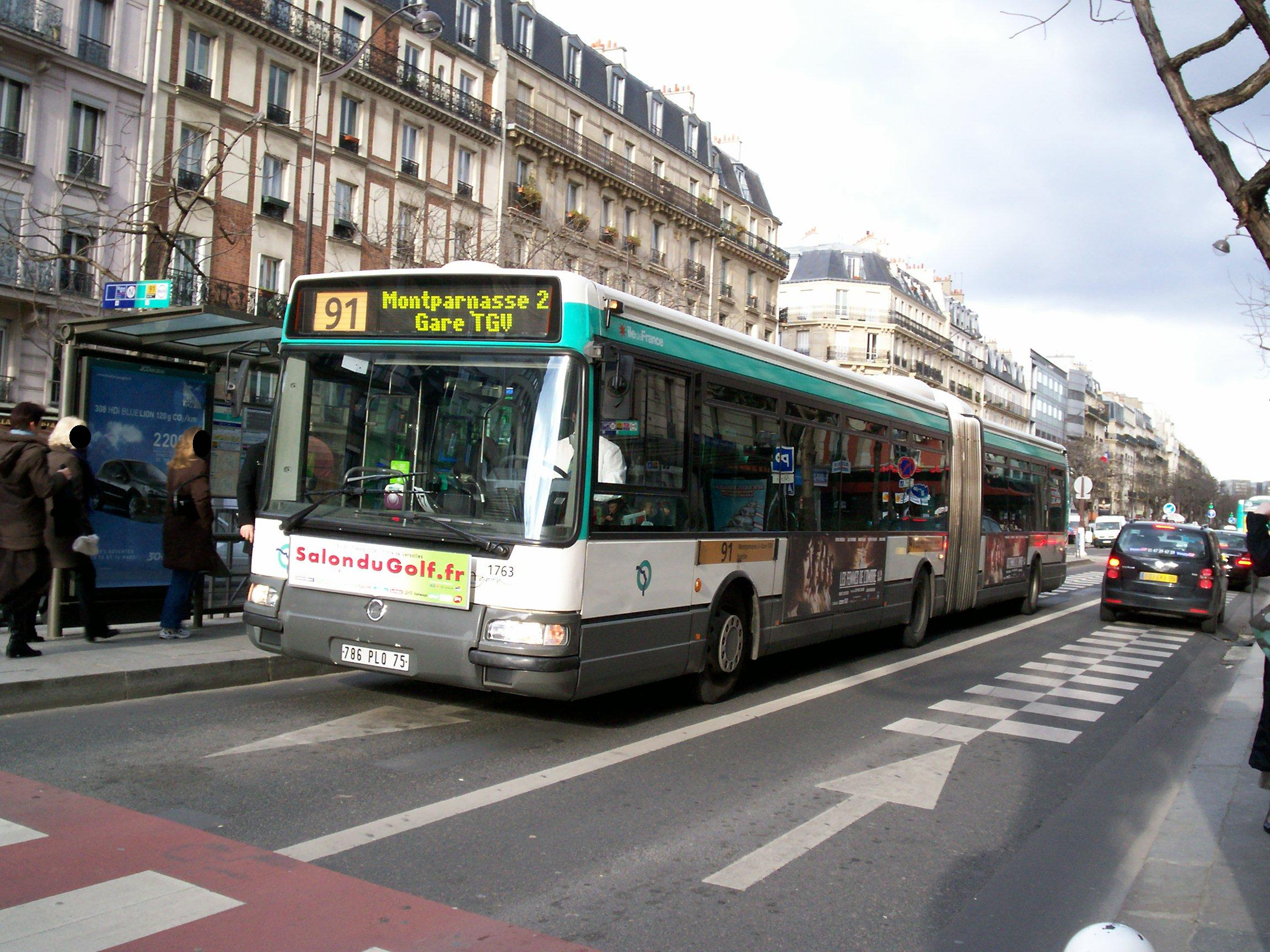
Vrije busbaan in Parijs.

Ondanks het feit dat het busnetwerk telkens vast liep in files, waren de buslijnen essentieel, omdat ze dienden als feeders van de metro en de verbinding naar de buitenwijken. De RATP begon dan ook een beleid van modernisering van het busnetwerk. De eerste busbanen werden aangelegd, en op 15 januari 1964 werd langs de Seine-oevers bij het Louvre en de Quai de la Mégisserie de eerste busbaan van Parijs geopend, met een lengte van 1000 meter. De eerste resultaten waren bemoedigend: chronische vertragingen werden verminderd en de gemiddelde snelheid nam toe. Maar de terughoudendheid van de Parijse winkeliers werkte remmend op een snelle stijging van het aantal busstroken: in 1966 werd 410 meter busstrook aangelegd, en in 1967 slechts 220 meter. Maar de politieke wil liet dit aantal in de daaropvolgende jaren stijgen, met 6,5 kilometer nieuwe busstrook in 1968 en 26 kilometer in 1971.
Ondertussen werden de voertuigen vanaf mei 1972 voorzien van boordradio, en in 1979 waren alle bussen ermee uitgerust. Vanaf 1963 mochten ook vrouwen bussen besturen bij de RATP, twintig jaar eerder dan dat ze treinen mochten besturen. Dit dynamische beleid wierp zijn vruchten af, in 1974 steeg het aantal jaarlijkse reizigers tot 526 miljoen reizigers, nadat dit aantal jarenlang gedaald was.

### Innovatie
Vanaf 1975 zorgde de komst van de Carte Orange voor een significante stijging in het aantal reizigers. In 1976 steeg het aantal reizigers met 31% tot bijna 680 miljoen passagiers. Maar in de late jaren zeventig, daalde het aantal reizigers opnieuw.
Vanaf 1982 nam het aantal reizigers als gevolg van het RER-effect weer toe. Ondanks jaren van opstand, reed op 1 mei 1983 de eerste gelede bus in Parijs, op de lijnen 91 en 183. Met deze bussen kon de stijging van het aantal reizigers beter worden opvangen. In de gelede bussen mochten reizigers ook, voor het eerst, bij alle deuren instappen. Dit concept werd dan ook later meerdere keren gebruikt bij nieuwe buslijnen in de regio.
Na jaren van een sterke stijging in het aantal reizigers experimenteerde de RATP eind jaren tachtig met compleet vrijliggende busbanen. Uiteindelijk opende in 1993 de Trans-Val-de-Marne, de eerste buslijn die alleen gebruik maakte van een geheel vrije busbaan, tussen Saint-Maur en Rungis. Deze buslijn zag het aantal reizigers flink stijgen.
Op 16 december 2006 werd voor het eerst een Parijse buslijn vervangen door een tram. De lijn, de "PC1" tussen Pont du Garigliano en Porte d'Ivry, werd vervangen door Tramlijn 3. Dit zal in de toekomst vaker gebeuren: de huidige regionale politiek streeft ernaar om drukke buslijnen te vervangen door tramlijnen.

## Netwerk

### Presentatie
De RATP exploiteert
- Buslijnen binnen Parijs waarvan:
  - 56 lijnen een gewoon lijnnummer hebben, tussen de 20 en de 96
  - 8 lijnen een speciale lijnnaam hebben: De PC1 en PC3 (97, 99), Balabus (07), Montmartrobus, Traverse de Charonne (501), Traverse Bièvre-Montsouris (513), Traverse Ney-Flandre (519) en Traverse Batignolles-Bichat (518)
- Vele buslijnen in de buitenwijken, genummerd van 101 tot en met 597
- Enkele Optile-buslijnen
- Speciale buslijnen naar bijvoorbeeld luchthavens
- Stadsbussen
- Een groot deel van het Noctilien-netwerk.

### Speciale lijnen

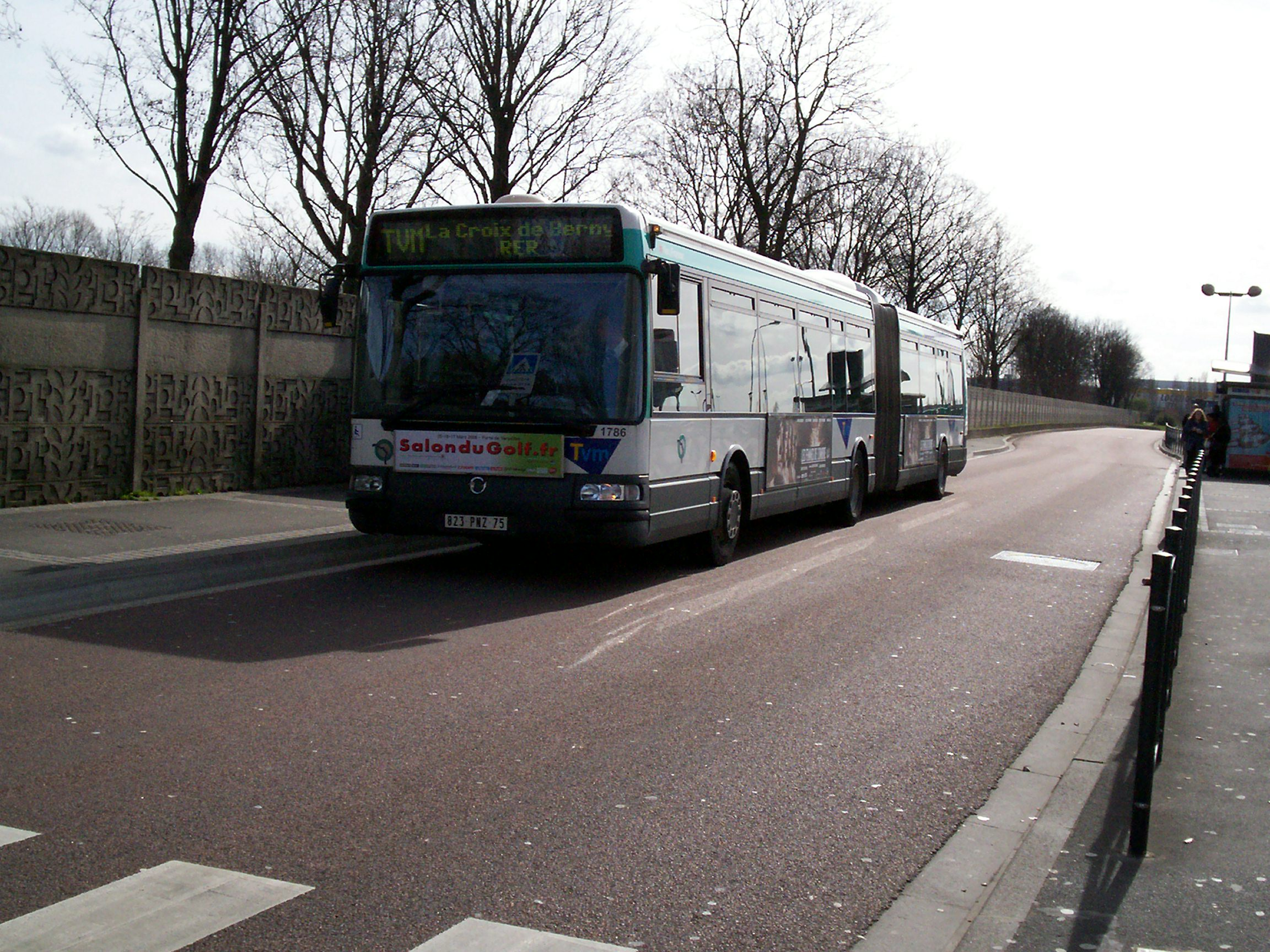
Halte Belle Epine, aan de TVM

De RATP exploiteert een aantal speciale lijnen:
- Roissybus (352): vliegveldshuttle Opéra - Charles de Gaulle;
- Orlybus (283): vliegveldshuttle Denfert-Rochereau - Orly;
- TVM: Rungis - Saint-Maur-Creteil, buslijn op vrije busbaan. Wordt behandeld als een tramlijn;
- Lijn 393: Thiais-Carrefour de la Résistance - Sucy-Bonneuil RER, buslijn op vrije busbaan. Wordt behandeld als een tramlijn;
- La Colombe (586): Fresnes - L'Haÿ-les-Roses - Chevilly-Larue - Rungis, stadsbus in Fresnes en Chevilly;
- t-IGR (580): Villejuif - Louis Aragon - Arcueil - Laplace, bedoeld om het Institut Gustave-Roussy te bedienen;
- Castor (652): Invalides - Paris Austerlitz, dient als vervanger van de RER C in de zomer, welke dan tot 2017 niet rijdt vanwege renovatiewerkzaamheden;
- Balabus (07): La Défense RER - Paris-Lyon via de Eiffeltoren en de Notre-Dame van Parijs. Rijdt van april tot en met september, en is bedoeld als een toeristenlijn;
- Montmartrobus (08): elektrische buurtbus rond Montmartre;
- Paris L'OpenTour: toeristische bus, met verschillende routes. Alleen toegankelijk met een speciale Pass.

### Stadsbussen
De RATP exploiteert ook een aantal stadsbussen in de Parijse voorsteden, met een subsidie van deze plaatsen:
| Asnières (535) Bondy (546) Boulogne-Billancourt (571) Cachan (581) Choisy-le-Roi (582) Clamart (579) Clichy-la-Garenne (574) Deuil-la-Barre (556) Drancy (551) Fontenay-sous-Bois (524) Fresnes (583) Gentilly (584) | Issy-les-Moulineaux (589) Kremlin-Bicêtre (593) Le Pré-Saint-Gervais (570) Les Lilas (515) L'Haÿ-les-Roses (592) L'Île-Saint-Denis (578) Malakoff (597) Meudon (569) Montrouge (526) Nanterre (357) Nanterre (559) | Neuilly-sur-Seine (576) Nogent-sur-Marne (514) Noisy-le-Sec (545) Pantin (330) Les Pavillons-sous-Bois (547) Puteaux (541) River Plaza (577) Saint-Ouen (537) Suresnes (544) Valenton (104v) Villiers-sur-Marne (307) Villejuif (185v) |

## Bustypes
De RATP rijdt met de volgende bustypes:

### Standaard lengte

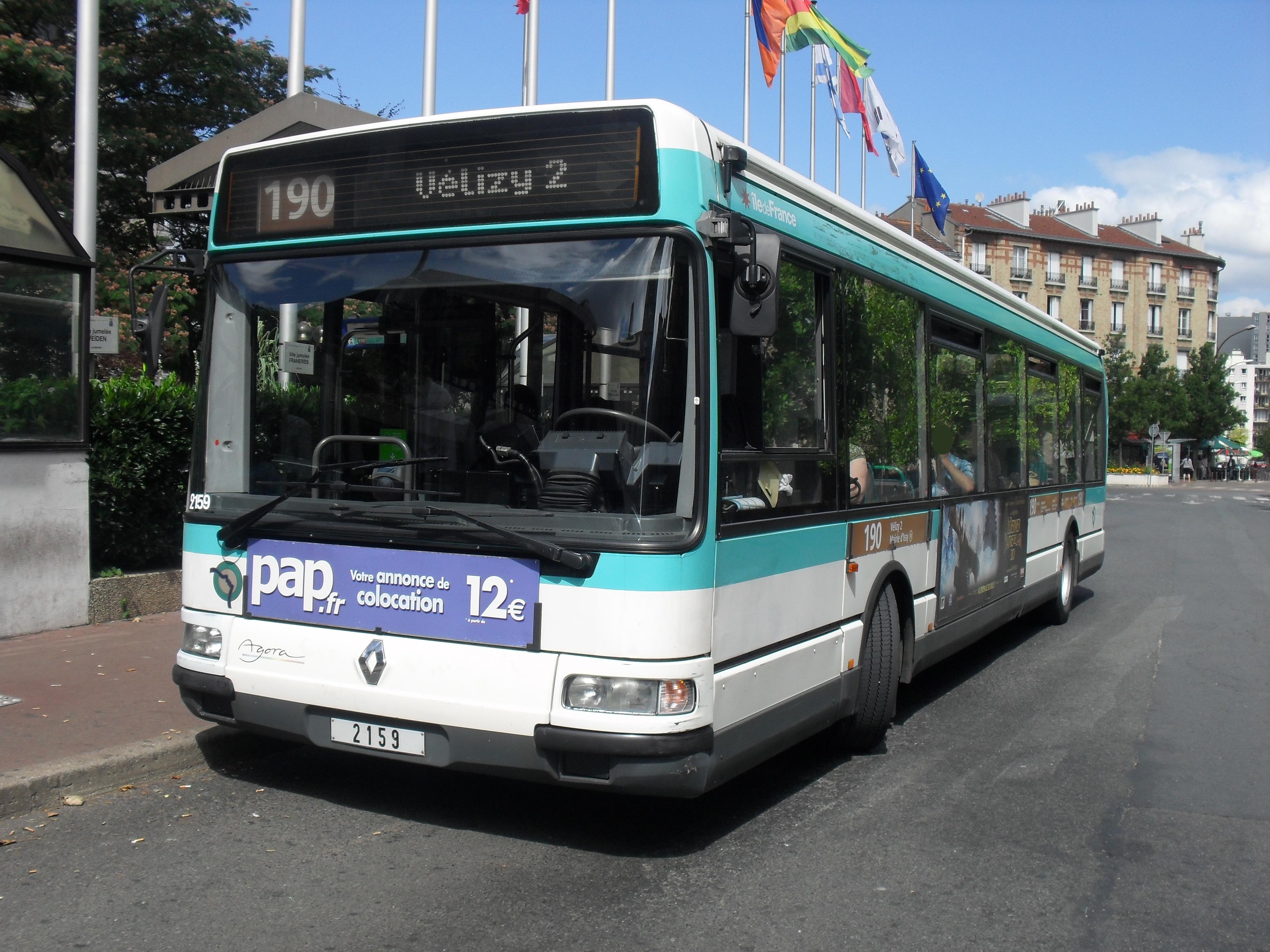
De Irisbus Agora S is een van de meest voorkomende bustypes bij de RATP

- Irisbus Agora S
- Irisbus Agora S GNV (op aardgas)
- Irisbus Agora Line
- Mercedes-Benz Citaro
- Mercedes-Benz Citaro Facelift
- Irisbus Citelis 12
- Irisbus Citelis Line
- Heuliez GX 317 "Citybus"
- MAN NL 223
- MAN Lion's City
- Scania OmniCity 12m

### Gelede bussen

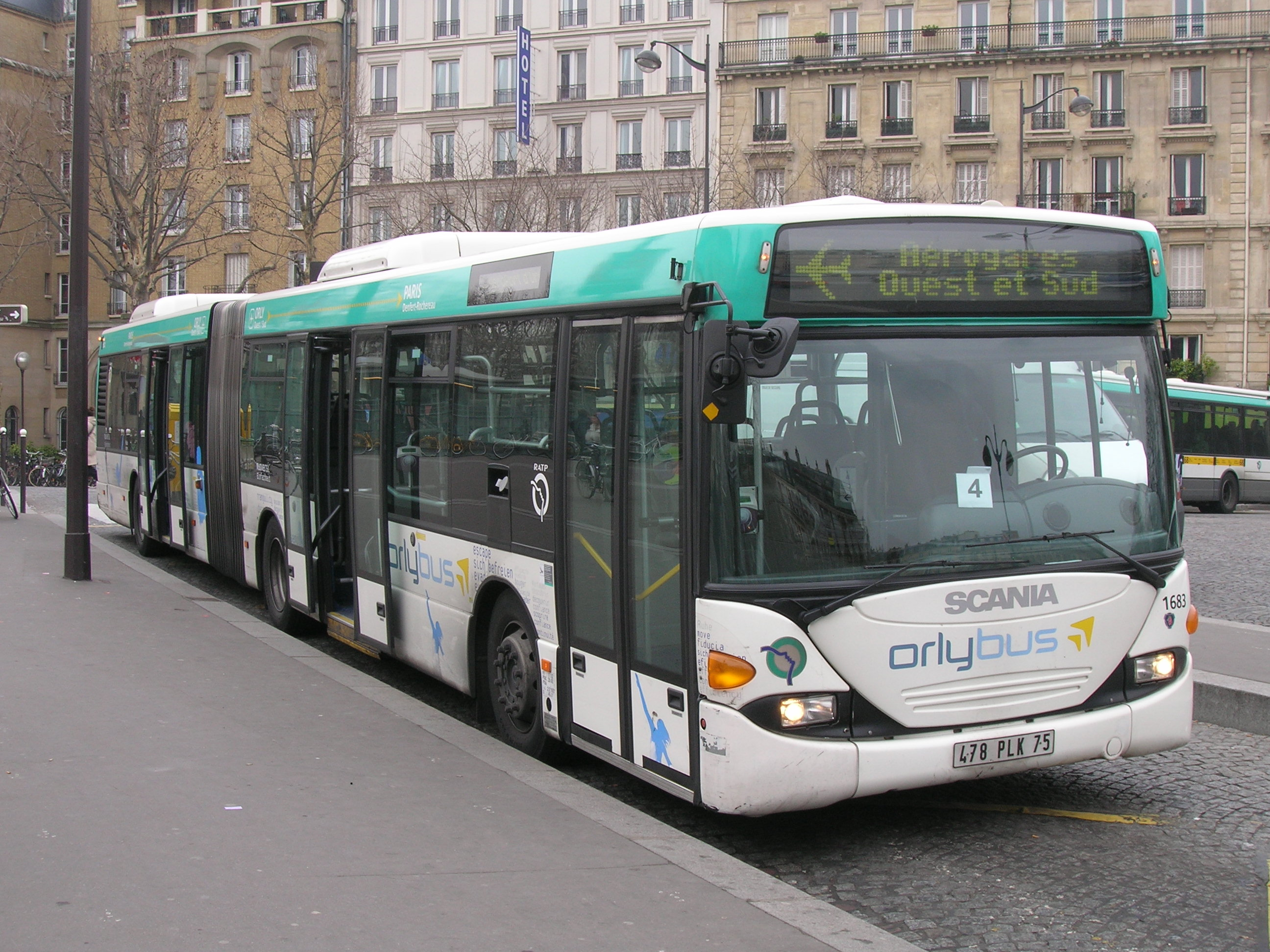
Scania Omnicity 18m op de Orlybus.

- Irisbus Agora L
- Irisbus Citelis 18
- Irisbus Crealis 18
- MAN Lion's City G
- MAN Lion's City GL
- Scania OmniCity 18m

### Midibus en Microbus
- Gruau Microbus
- Gépébus Oréos 2X
- Gépébus Oréos 55
- Gépébus Oréos 55 E
- Heuliez GX 117
- Heuliez GX 127
- Mercedes-Benz Sprinter City
- Vehixel Cytios

## Tariefsysteem en financiering

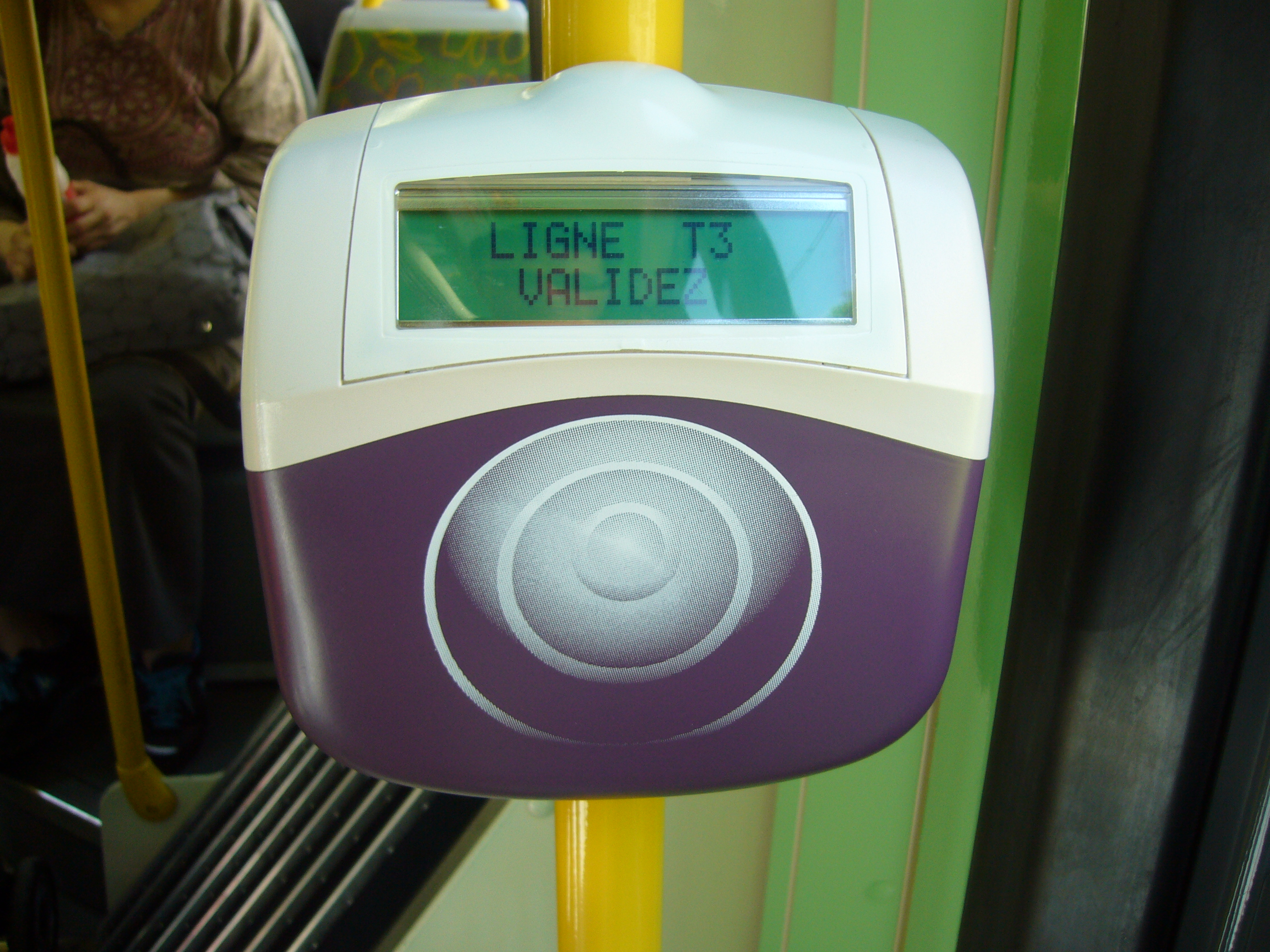
Kaartlezer voor Passe Navigo-kaarten, zoals aanwezig in trams en bussen.

Het tariefsysteeme bij de RATP is hetzelfde als bij alle andere busmaatschappijen in de regio, en op de verschillende lijnen zijn dezelfde abonnementen geldig. Het Ticket t+ is het eenvoudigste vervoersbewijs van Île-de-France. Het is geldig voor bij de RER binnen Parijs, in de metro, in trams en in bussen van de RATP of van OPTILE. Het wordt in losse vorm en in sets van 10 stuks verkocht en biedt de mogelijkheid om binnen 90 minuten onbeperkt van bus of tram over te stappen. Het is echter niet mogelijk over te stappen van metro of RER naar een bus of tram en vice versa, of van een metrolijn naar de Funiculaire de Montmartre en vice versa. Er zijn ook verschillende abonnementen te koop.
De kosten voor de exploitatie van de lijnen (onderhoud, materieel en personeelskosten) zijn de verantwoordelijkheid van de exploitant. Echter zijn de inkomsten van de vervoersbewijzen lang niet genoeg om de kosten voor de exploitatie te dekken. Het verschil tussen deze twee wordt gecompenseerd door middel van subsidies, verleend door de vevoersautoriteit STIF, die deze betaalt van vervoersbelastingen voor bedrijven.